# Big Loop
Big Loop is een stalen achtbaan in Heide-Park Soltau, Duitsland. De achtbaan is gebouwd door de Nederlandse achtbaanbouwer Vekoma, en is geopend in 1983. Big Loop rijdt met 2 treinen, met 6 karretjes. Per karretje zijn er 4 plaatsen, wat in totaal neerkomt op 24 personen per trein.

## Trivia
- Big Loop had eerst treinen van Arrow Dynamics met elk 7 karretjes, maar die zijn in 2010 vervangen door de huidige treinen van Vekoma met 6 karretjes, van de in 2008 gesloten achtbaan Corkscrew in Alton Towers.